# Franklin County (Idaho)
Franklin County is een county in de Amerikaanse staat Idaho.
De county heeft een landoppervlakte van 1.723 km² en telt 11.329 inwoners (volkstelling 2000). De hoofdplaats is Preston.

## Externe link

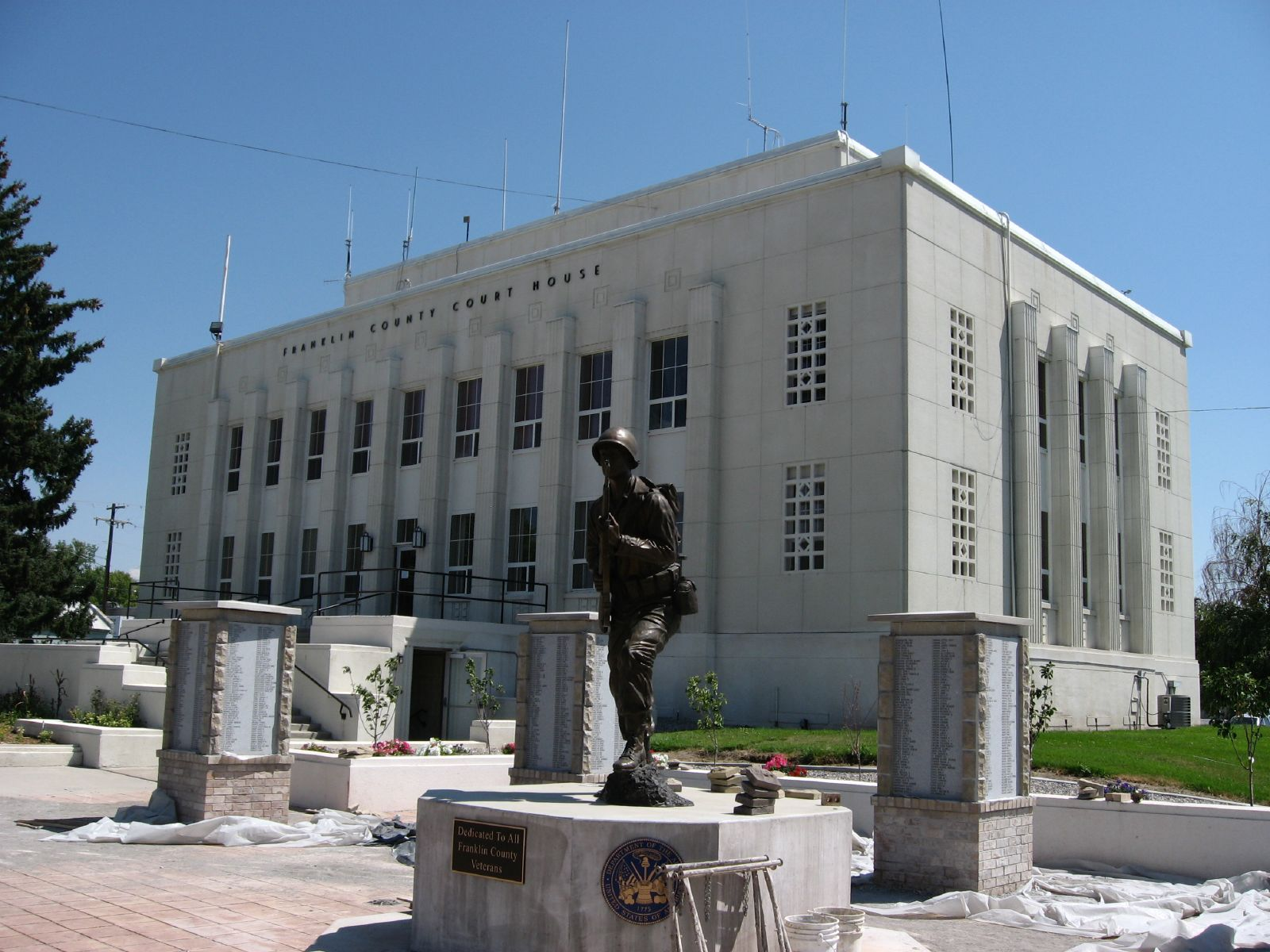
Franklin County Courthouse